# Béla Kun

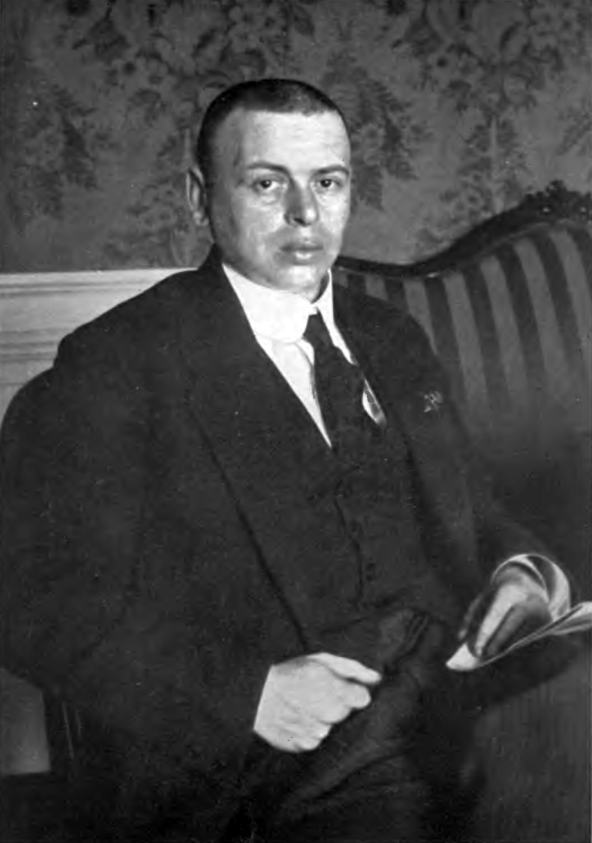
Béla Kun in 1923

Béla Kun (Lelei, 20 februari 1886 – Sovjet-Unie, 29 augustus 1938) was een Hongaars politicus, die in 1919 korte tijd een communistisch bestuur in Hongarije instelde.
Sinds 1902 was Béla Kun lid van de Sociaaldemocratische Partij van Hongarije. Tijdens de Eerste Wereldoorlog diende hij aan het oostfront in het Oostenrijks-Hongaarse leger. In 1916 werd hij krijgsgevangen gemaakt door de Russen. Na de Februarirevolutie (zie ook: Russische Revolutie) werd hij lid van de bolsjewistische (communistische) partij en radicaliseerde hij. Na de Oktoberrevolutie richtte hij de Hongaarse Communistische Partij op (4 november 1918). Na de Asterrevolutie (1918) keerde hij naar Hongarije terug. Daar verbreidde hij de ideeën van het communisme.
In maart 1919 verkeerde de Hongaarse regering onder graaf Mihály Károlyi in een crisis. Béla Kun wist de sociaaldemocraten te overtuigen om een coalitie aan te gaan met de Hongaarse Communistische Partij. Op 21 maart werd er een regering gevormd door de coalitie en werd de Hongaarse Radenrepubliek uitgeroepen. Kun werd formeel volkscommissaris van buitenlandse zaken, maar al spoedig werd het duidelijk dat hij de macht in handen had. Op 22 maart werd er een alcoholverbod afgekondigd en werd er een Uitvoerende Raad gevormd, ook werden de Rooms-Katholieke Kerk en de Vrijmetselarij onderdrukt.
Béla Kun wist met zijn beleid de boeren (het grootste deel van de Hongaarse bevolking) niet achter zich te krijgen, maar slechts een deel van het proletariaat. Toen dit duidelijk werd en hij steeds impopulairder werd, vestigde hij een persoonlijke dictatuur. In juni gooide hij de sociaaldemocraten uit de regering en de partij. Béla Kun, naast een communist ook een nationalist, verklaarde de oorlog aan de Entente en Roemenië, dat de Hongaren dwong om een groot deel van hun gebied af te staan (als gevolg van de Eerste Wereldoorlog) en zo een grote Hongaarse minderheid in Roemenië achter te laten. Dit was het begin van het einde: het Roemeense leger viel Hongarije binnen tijdens de zogenaamde Hongaars-Roemeense Oorlog en samen met het Hongaarse Witte Leger van admiraal Miklós Horthy werd het land in rap tempo veroverd.
Op 1 augustus trad Kun af en vluchtte naar Wenen waar hij een revolutie probeerde te beginnen tegen de Oostenrijkse regering. Toen dit mislukte werd hij vastgezet. In 1920 vertrok hij naar de Sovjet-Unie. In de juist door het Rode Leger veroverde Krim werd Béla Kun aangesteld als militair commandant. Kun voerde een waar schikbewind op de Krim. Uiteindelijk werd hij door de Sovjetregering van zijn post ontheven (De Sovjets waren geschokt door het harde optreden van Kun) en benoemd tot lid van het IKKI (Uitvoerende Comité) van de Komintern.
Béla Kun werd in 1937 tijdens de grote zuivering gearresteerd, beschuldigd van Trotskisme en in 1938 geëxecuteerd. Hij werd na het stalinistische tijdperk gerehabiliteerd.
- Bibsys: 97028556
- Bibliothèque nationale de France: cb120527555 (data)
- Catàleg d'autoritats de noms i títols de Catalunya: 981058515629806706
- CiNii: DA07115350
- Gemeinsame Normdatei: 118778218
- International Standard Name Identifier: 0000 0001 1062 208X
- Library of Congress Control Number: n82052358
- Nationale Bibliotheek van Letland: 000249005
- Nationale Bibliotheek van Tsjechië: jn19992000569
- Nationale bibliotheek van Australië: 35285184
- Nationale Bibliotheek van Israël: 987007264125705171
- Nationale Bibliotheek van Polen: a0000001605519
- Nationale en Universitaire bibliotheek Zagreb: 000061428
- Nederlandse Thesaurus van Auteursnamen: 070626685
- Réseau des bibliothèques de Suisse occidentale: 02-A003479576
- SNAC: w6rz07dk
- Système universitaire de documentation: 028757181
- Trove: 897579
- Virtual International Authority File: 51709046
- WorldCat: E39PBJqk48WxMf3pGchythdfbd